# B3 Stock Exchange

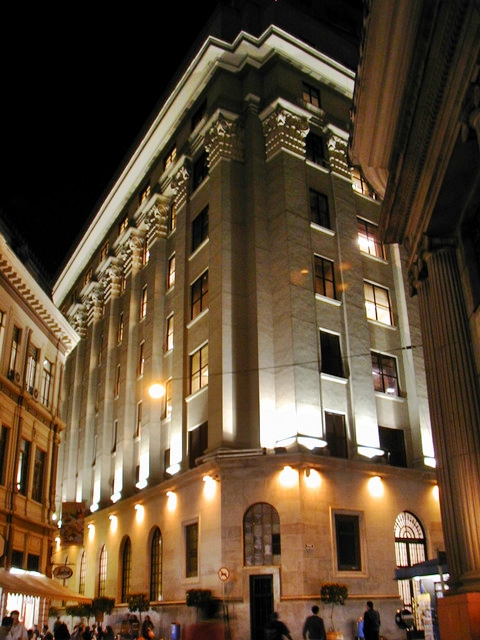
Die BM&FBovespa im Zentrum von São Paulo

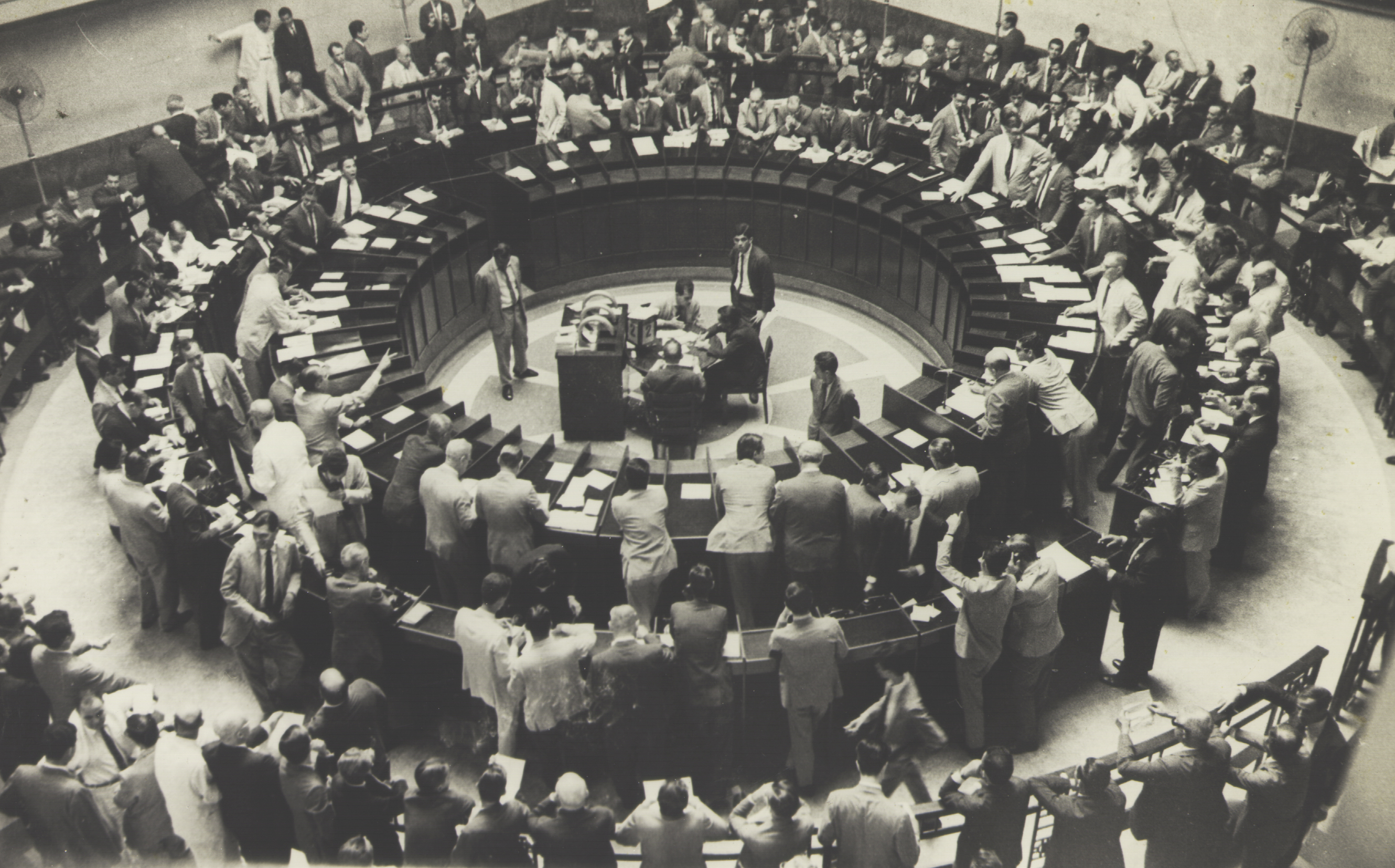
Börsenhandel, Mitte des zwanzigsten Jahrhunderts.

Die B3 S.A. – Brasil, Bolsa, Balcão (Englisch, B3 – Brazilian Exchange and OTC) war bis 2017 bekannt als Bolsa de Valores, Mercadorias e Futuros de São Paulo – offiziell kurz BM&FBovespa S.A.. Sie befindet sich in São Paulo und ist die primäre Börse von Brasilien. Die BM&FBovespa entstand im Mai 2008 aus der Fusion der Bolsa de Valores de São Paulo (Bovespa) und der Bolsa de Mercadorias e Futuros.
Die Bovespa ist seit der Reform im Jahr 2000 die einzige Börse des Landes und mit 70 % Marktanteil zugleich der größte Handelsplatz für Aktien in Lateinamerika.
Die Bovespa wurde am 23. August 1890 von Emilio Rangel Pestana an der Rua 15 de Novembro in São Paulo gegründet. Bis 1966 war die Börse eine staatliche Institution und wurde erst in jenem Jahr eine private Non-Profit-Organisation transformiert. Sie wurde von 93 Maklerfirmen betrieben.
Die Marktkapitalisierung aller an der Börse gelisteten Unternehmen betrug im August 2017 931 Milliarden US-Dollar, womit sie zu den 20 größten Börsen der Welt nach Marktkapitalisierung gehört. Die Börse ist für ihre hohe Volatilität bekannt.

## Mitgliedschaften
- Sie ist Mitglied in der World Federation of Exchanges.[2]
- und Ibero-American Federation of Exchanges[3]
- Sustainable Stock Exchanges Initiative

## Aktienindizes
Die wichtigsten Finanzindizes der Bovespa sind der Bovespa-Index (Ibovespa), der 80 % der Marktkapitalisierung abbildet, und der Index Bovespa 50 (IBrX-50) mit den 50 bedeutendsten Firmen in Brasilien. Außerdem gibt es noch den Dow Jones Brazil Index in USD der zur Indexfamilie der Global Indizes von Dow Jones gehört. Insgesamt berechnet Dow Jones 65 Länderindizes die 98 % der Weltmarktkapitalisierung abbilden. Die Gesamtheit der Subindizes misst sowohl die Sektoren als auch die Größe der Aktiensegmente für jedes Land.
Insgesamt werden rund 394 (2006) Unternehmen an der Bovespa gehandelt.
Weitere Indizes der Börse sind:
- Brazil Index – IBrX-100
- Corporate Sustainability Index – ISE
- Telecommunication Sector Index – ITEL
- Electric Power Index – IEE
- Industrial Sector Index – INDX
- Valor Bovespa Index – IVBX-2
- Special Corporate Governance Stock Index – IGC
- Special Tag Along Stock Index – ITAG
- Dow Jones Brazil Index (USD) – BRDOW